# Đại hội Thể thao Đông Nam Á 2013
Đại hội Thể thao Đông Nam Á 2013 (tiếng Miến Điện: ၂၀၁၃ ခုနှစ် အရှေ့တောင် အာရှ အားကစား ပြိုင်ပွဲ, đã Latinh hoá: 2013 Hkunnit Ashetaung Asha Agaza Pyaingbwe, phát âm [n̥ɪʔtʰàʊɴ tɪʔsʰɛ̀ θóʊɴ ṵn̥ɪʔ ʔəʃḛtàʊɴ ʔàʃa̰ ʔáka̰sá pjàɪɴpwɛ́]), hay còn gọi chính thức là Đại hội Thể thao Đông Nam Á lần thứ 27 (SEA Games 27), thường được biết đến với tên gọi Naypyitaw 2013, là một sự kiện thể thao đa môn của khu vực Đông Nam Á được tổ chức tại Naypyitaw, Myanmar, từ ngày 11 đến ngày 22 tháng 12 năm 2013. 
Khoảng 4.730 vận động viên đến từ 11 quốc gia tham dự đã tranh tài ở 460 nội dung thi đấu thuộc 34 môn thể thao. Đây là lần thứ ba Myanmar đăng cai tổ chức SEA Games. Trước đó, quốc gia này đã tổ chức các kỳ SEA Games vào các năm 1961 và 1969 tại Yangon – thủ đô cũ. Singapore vốn được chọn làm nước chủ nhà nhưng đã rút lui vì lo ngại việc chậm trễ trong việc hoàn thành sân vận động quốc gia mới, và sau đó đã tổ chức kỳ đại hội năm 2015. Naypyitaw trở thành thành phố thứ hai của Myanmar đăng cai kỳ đại hội này. Lễ khai mạc và bế mạc được chủ trì bởi Phó Tổng thống Myanmar, ông Nyan Tun, tại Sân vận động Wunna Theikdi.
Bảng tổng sắp huy chương cuối cùng chứng kiến Thái Lan dẫn đầu, tiếp theo là nước chủ nhà Myanmar và Việt Nam. Nhiều kỷ lục của đại hội và kỷ lục quốc gia đã bị phá vỡ trong kỳ SEA Games này. Mặc dù có một số tranh cãi, bao gồm việc đưa môn thể thao truyền thống của Myanmar – chinlone – vào chương trình thi đấu, nhưng đại hội nhìn chung được đánh giá là thành công nhờ chất lượng chuyên môn ngày càng tăng giữa các quốc gia Đông Nam Á.

## Quá trình chọn nước tổ chức
Đại hội ban đầu dự kiến được đăng cai bởi Singapore vào năm 2013. Nhưng sau đó Singapore đã từ chối tổ chức do sự chậm tiến độ của công trình thể thao Sports Hub. Việt Nam, Myanmar đã bày tỏ mong muốn đăng cai đại hội. Việt Nam dự kiến trình chính phủ phê duyệt phương án ứng cử để trở thành chủ nhà đại hội thứ 27 vào giữa tháng 12 năm 2009.. Tuy nhiên, đến tháng 1 năm 2010, Việt Nam tuyên bố không ứng cử cho kỳ đại hội để tập trung cho việc xin đăng cai Đại hội Thể thao Bãi biển châu Á 2016 và Đại hội Thể thao châu Á 2018 (nhưng đến năm 2014, Việt Nam rút quyền đăng cai ASIAD 2018 vì lý do khó khăn tài chính). Đến đầu tháng 2 năm 2010, Ủy ban Olympic Việt Nam cho biết, nếu Myanmar từ bỏ ý định đăng cai thì Ủy ban sẽ trình phương án ứng cử cho Bộ Văn hóa, Thể thao và Du lịch để phê duyệt với thành phố đăng cai chính là Thành phố Hồ Chí Minh. Ngày 31 tháng 5 năm 2010, Liên đoàn Thể thao Đông Nam Á đã quyết định trao quyền đăng cai cho Myanmar tại một cuộc họp ở Jakarta.

## Chuẩn bị

### Naypyidaw
Khu phức hợp thể thao Wunna Theikdi
- Sân vận động chính (Lễ khai mạc và bế mạc, môn điền kinh)
- Sân vận động trong nhà (Cầu mây, Wushu, Cầu lông, Karate, Taekwondo, Bóng bàn)
- Sân bóng đá trong nhà (Futsal)
- Sân Quyền Anh trong nhà (Quyền Anh, Muay)
- Sân Bi-a và Snooker trong nhà (Bi-a)
- Trung tâm thể thao dưới nước (Nhảy cầu, Bơi lội, Bóng nước)
- Sân Equestrain (Equestrain)
- Cycling Field (Cycling - Track)

Khu phức hợp thể thao Zayyarthiri
- Sân vận động chính (Bóng đá)
- Sân vận động trong nhà (Bóng chuyền, Judo, Vovinam, Pencak Silat, Bóng rổ)
- Bể bơi (Bóng nước)

Các địa điểm khác
- Mount Pleasant (Cycling BMX,cross country, downhill)
- Hồ Ngalike (Canoeing, Rowing, Đua thuyền truyền thống)
- Road of Leway, Pyinmanar, Tatkon (Cycling - Road)
- Royal Myanmar Golf Course (Golf)
- Khách sạn Zabuthiri (Cờ vua)

### Lễ đếm ngược
Đồng hồ đếm ngược chính thức đến lễ khai mạc của trò chơi bắt đầu một năm trước vào ngày 11 tháng 12 năm 2012. Đồng hồ đếm ngược được đặt ở Nay Pyi Taw và các thành phố khác ở Myanmar đồng tổ chức đại hội.

### Lễ rước đuốc
Lễ rước đuốc SEA Games 27 bắt đầu tại Sân vận động trong nhà Thuwunna của Yangon và kết thúc ở Nay Pyi Taw trong lễ khai mạc, với quãng đường dài 320 km.

### Yangon
- Sân vận động Thuwunna (Bóng đá)
- Sân vận động trong nhà Thuwunna (Vật, Kenpō)
- Sân vận động Thein Phyu (Cử tạ)
- Sân khúc côn cầu (Khúc côn cầu)
- North Dagon Shooting Range (Bắn súng)
- Nhà thi đấu MMC (Thể hình)

### Mandalay
- Sân vận động Mandalarthiri (Bóng đá)

### Ngwesaung
- Bãi biển Ngwesaung (Đua thuyền buồm)

## Đại hội

### Quốc ca
Kaba Ma Kyei

### Lễ khai mạc
Lễ khai mạc được tổ chức vào ngày 11 tháng 12 năm 2013 tại Sân vận động Wunna Theikdi. Chương trình đánh dấu sự kiện thể thao lớn nhất của quốc gia kể từ năm 1969. Đại hội được dẫn dắt với chương trình ca múa nhạc trước khi ra mắt và một loạt màn hình chiếu ánh sáng ấn tượng trong đêm khai mạc do Trung Quốc tài trợ. Trước đêm khai mạc vào lúc 5:30 chiều là màn trình diễn các tiết mục văn nghệ như một lời chào mừng đến với Nay Pyi Taw, cũng như để khán giả chuẩn bị tinh thần ổn định chỗ ngồi trước khi đêm khai mạc bắt đầu. 
Buổi lễ bắt đầu bằng màn bắn pháo hoa tại sân vận động. Bài hát chủ đề "Khu vườn đầy màu sắc" được biểu diễn trong lễ chào cờ sau màn biểu diễn của 12.000 học sinh và Dàn nhạc tốt lành Hoàng gia Myanmar. Trưởng ban tổ chức SEA Games 27, Phó chủ tịch Nyan Tun đã khai mạc Đại hội thể thao bằng một loạt pháo hoa rực rỡ sắc màu. Ngọn đuốc của Thế vận hội được sáu cựu vận động viên Miến Điện rước về trước khi Aye Myint Kyu, Bộ trưởng Bộ Văn hóa Liên minh, trao nó cho một cung thủ Miến Điện, nơi anh ta thắp sáng đài lửa SEA Games bằng châm lửa bắn cung

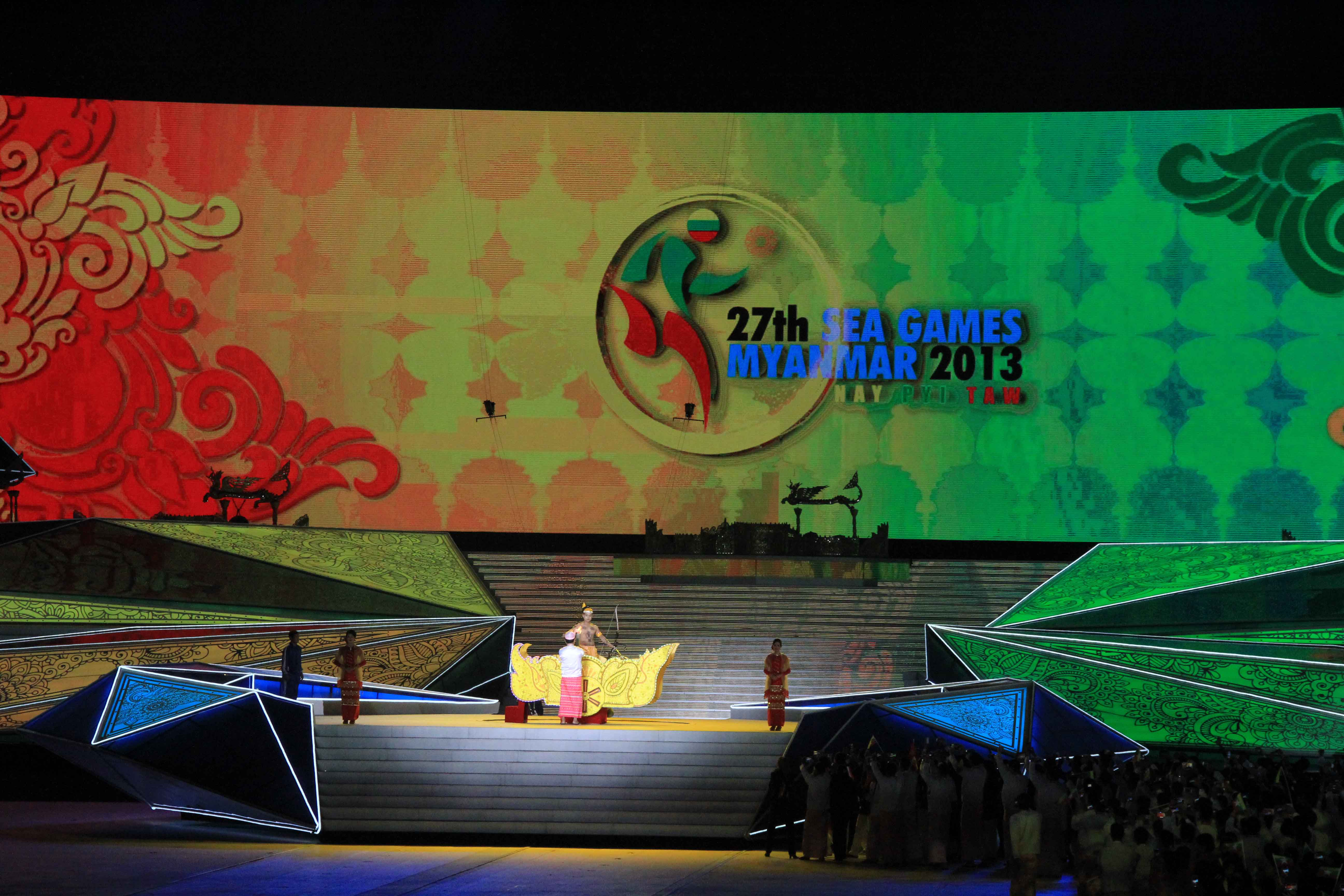
Lễ thắp đuốc SEA Games 27 tại Sân vận động Wunna Theikdi, thủ đô Nay Pyi Taw

Một buổi giới thiệu nghệ thuật và văn hóa về lịch sử Miến Điện đã được thực hiện, với các tiết mục dân vũ kèm theo phần cuối của buổi lễ.

### Lễ bế mạc
Lễ bế mạc được tổ chức tại Sân vận động Wunna Theikdi vào ngày 22 tháng 12 năm 2013. Nó được bắt đầu bằng một giờ âm nhạc sau màn trình diễn của "Khu vườn đầy màu sắc", bài hát chủ đề của Thế vận hội và sau đó, "Loyalty of Blood" sau đó được trình bày bởi các nghệ sĩ nổi tiếng May Sweet và Maykhala. Bữa tiệc âm nhạc kết thúc với việc tất cả các nghệ sĩ cùng tham gia trong "Be Peaceful". Sau đó, Tổng thống Thein Sein và phu nhân Khin Khin Win tiến vào sân vận động, theo đó Lễ bế mạc chính thức được khai mạc với màn bắn pháo hoa.
Bốn màn trình diễn đã được trình bày với lần đầu tiên kết nối trực tiếp SEA Games với truyền thống của Miến Điện, kỷ niệm môn thể thao chinlone , được cho là xuất hiện lần đầu tiên ở Myanmar vào thế kỷ thứ 5. Tiếp theo là "Điệu múa voi" nói về việc tỏ lòng thành kính với những chú voi ở Myanmar.
Lễ Bế mạc sau đó bày tỏ lòng tôn kính đối với 135 dân tộc đã được chính thức công nhận của đất nước với màn trình diễn "Everlasting Myanmar", mô tả sự đa dạng phong phú của dân số, đồng thời còn nhiều chông gai trên con đường hiện thực hóa một đất nước mới, hòa bình và thịnh vượng. trạng thái hiện đại.
Những người chiến thắng huy chương của mọi quốc gia tham dự sau đó được diễu hành trên sàn sân vận động theo nhịp điệu của âm nhạc võ thuật - những tiếng hô vang "Myanmar" khắp sân vận động.
Khi lễ rước hoàn tất, phó Tổng thống Nyan Tun chính thức thông báo SEA Games 27 đã kết thúc, khi ánh đèn nhấp nháy tìm kiếm trên bầu trời và một chùm pháo hoa bùng nổ khắp sân vận động.
Sau khi Myanmar bàn giao trọng trách SEA Games cho Singapore, chủ nhà của Đại hội thể thao Đông Nam Á 2015 , Đại hội kết thúc với một đợt bắn pháo hoa cuối cùng và một đợt biểu diễn âm nhạc.

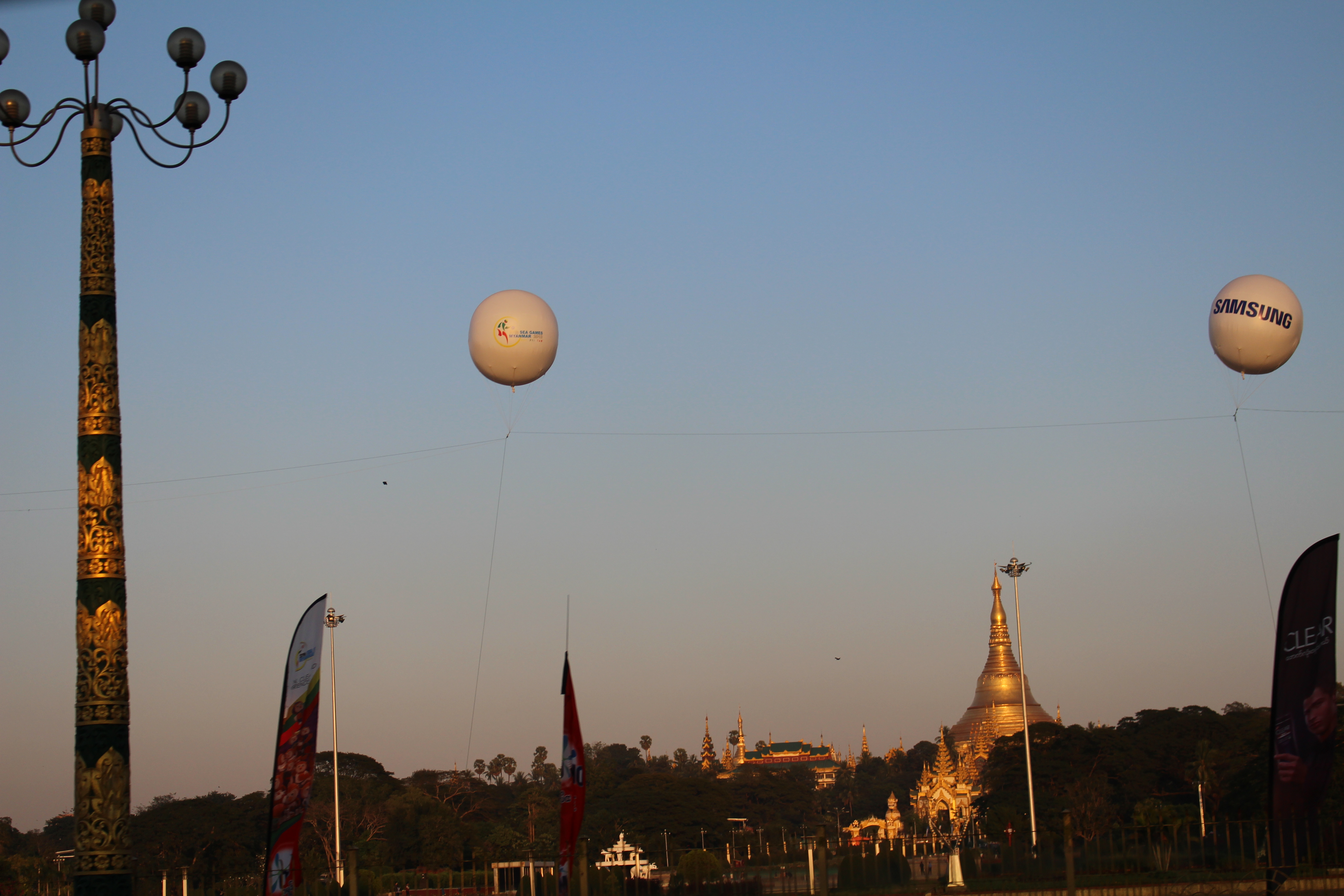
Khinh khí cầu SEA Games 27

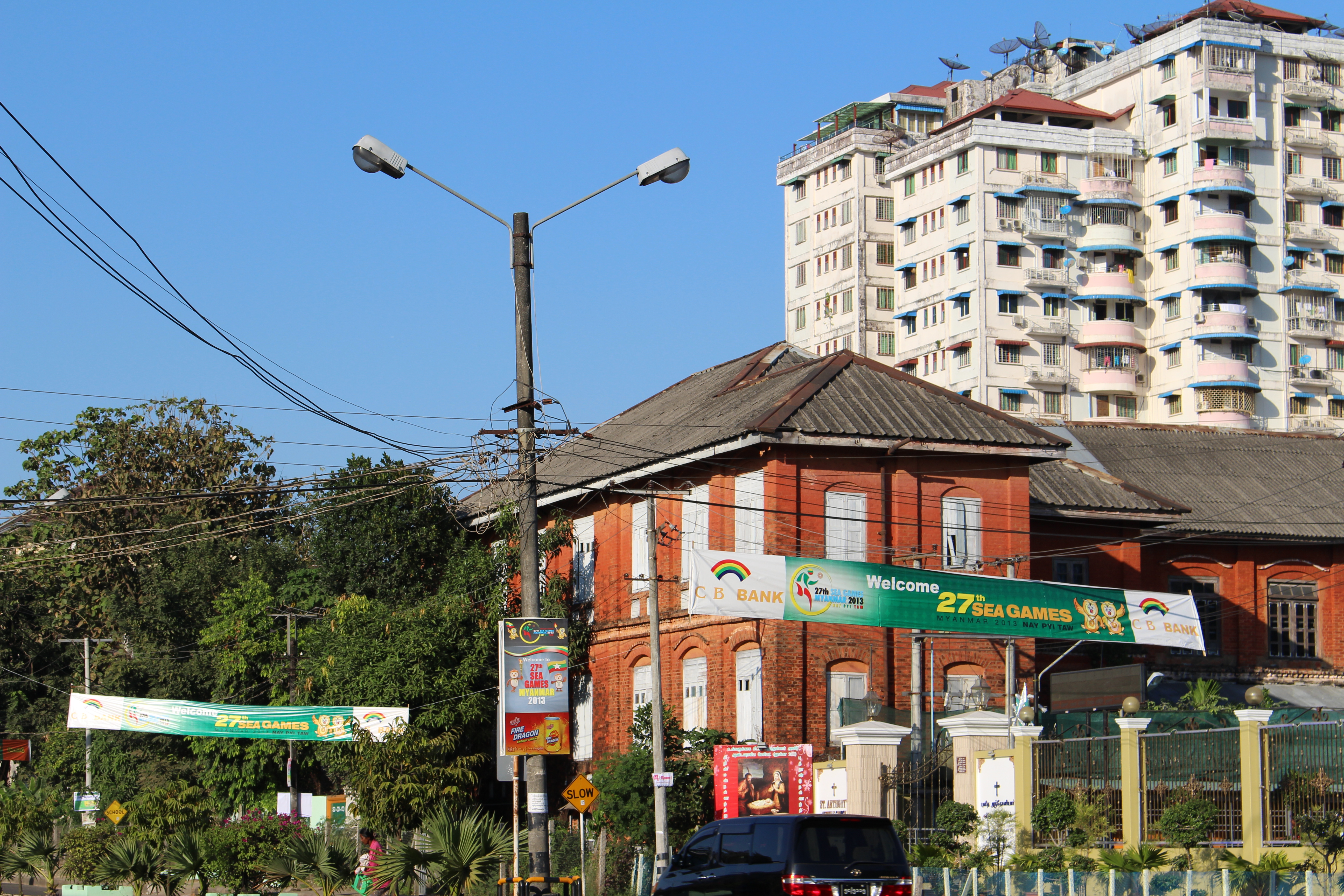
Biển hiệu SEA Games 27 tại thủ đô Nay Pyi Taw

### Các môn thi đấu
Myanmar tổ chức 37 môn thể thao, ít hơn số môn thể thao được tổ chức tại kỳ Đại hội thể thao Đông Nam Á trước ở Indonesia. Ban tổ chức loại bỏ bóng chuyền bãi biển và dancesport vì họ cho rằng trang phục thi đấu không phù hợp đối với phụ nữ Myanmar. Quần vợt và thể dục dụng cụ là môn không được chơi trong tháng 12.
| - Các môn dưới nước - Nhảy cầu () - - Bơi () - - Bóng nước () - Bắn cung () - Điền kinh () - Cầu lông () - Bóng rổ () - Bi-a và Snooker () - ¹ - Thể hình () - ʰ - Quyền Anh () | - Canoeing () - Chinlone () - ³ - Cờ vua () - ¹ - Xe đạp () - Đua ngựa () - Bóng đá () - Golf () - Khúc côn cầu () - Vật () | - Judo () - Karate () - ¹ - Kenpō () - ² - Muay Thái () - ʰ - Pencak silat () - ² - Bi sắt () - ² - Chèo thuyền () - Thuyền buồm () - Cầu mây () - Bắn súng () | - Bóng bàn () - Taekwondo () - Đua thuyền truyền thống () - ¹ - Bóng chuyền () - - Trong nhà - Bóng đá trong nhà () - Vovinam () - ² - Cử tạ () - Wushu () - ¹ |

¹ – không phải là một môn thể thao Olympic chính thức.

² – môn thể thao chỉ chơi trong SEA Games.

³ – không phải là một môn thể thao Olympic hay SEA Games truyền thống và được quốc gia đăng cai đưa vào nội dung thi đấu.

° – từng là môn thể thao Olympic, các quốc gia đăng cai trước đó không đưa vào nội dung thi đấu.

ʰ- môn thể thao không chơi trong phiên bản trước đó và được giới thiệu lại bởi nước chủ nhà.

## Các quốc gia tham dự
Chủ nhà
| Quốc gia | Quốc gia    | Vận động viên | Vận động viên | Vận động viên | Quan chức | Quan chức | Quan chức | Chú thích     |
| Mã IOC   | Tên         | Nam           | Nữ            | Tổng          | Nam       | Nữ        | Tổng      | Chú thích     |
| -------- | ----------- | ------------- | ------------- | ------------- | --------- | --------- | --------- | ------------- |
| BRU      | Brunei      | 63            | 9             | 72            |           |           |           | [ 8 ] [ 9 ]   |
| CAM      | Campuchia   | 174           | 69            | 243           |           |           |           | [ 10 ] [ 11 ] |
| INA      | Indonesia   | 393           | 272           | 665           |           |           | 221       | [ 12 ]        |
| LAO      | Lào         | 213           | 130           | 343           |           |           |           | [ 13 ]        |
| MAS      | Malaysia    | 347           | 235           | 582           |           |           | 242       | [ 14 ] [ 15 ] |
| MYA      | Myanmar     | 579           | 411           | 990           |           |           |           | [ 16 ]        |
| PHI      | Philippines | 133           | 86            | 219           |           |           | 114       | [ 17 ] [ 18 ] |
| SIN      | Singapore   | 196           | 114           | 310           |           |           | 112       | [ 19 ] [ 20 ] |
| THA      | Thái Lan    | 419           | 327           | 746           |           |           |           | [ 21 ] [ 22 ] |
| TLS      | Đông Timor  | 39            | 10            | 49            |           |           |           | [ 23 ]        |
| VIE      | Việt Nam    | 286           | 225           | 511           |           |           |           | [ 24 ] [ 25 ] |
| Tổng     | Tổng        | 2842          | 1888          | 4730          |           |           |           |               |

## Huy chương
Đông Timor tham dự Đại hội Thể thao Đông Nam Á lần thứ 6 và đạt thành tích tốt nhất tính đến năm 2022.
Tổng cộng có 1531 huy chương được trao cho các vận động viên, bao gồm 461 huy chương Vàng, 459 huy chương Bạc và 611 huy chương Đồng. Thành tích của nước chủ nhà Myanmar là tốt nhất từ trước đến nay và xếp hạng nhì chung cuộc trong số các quốc gia tham dự..

### Bảng tổng sắp huy chương

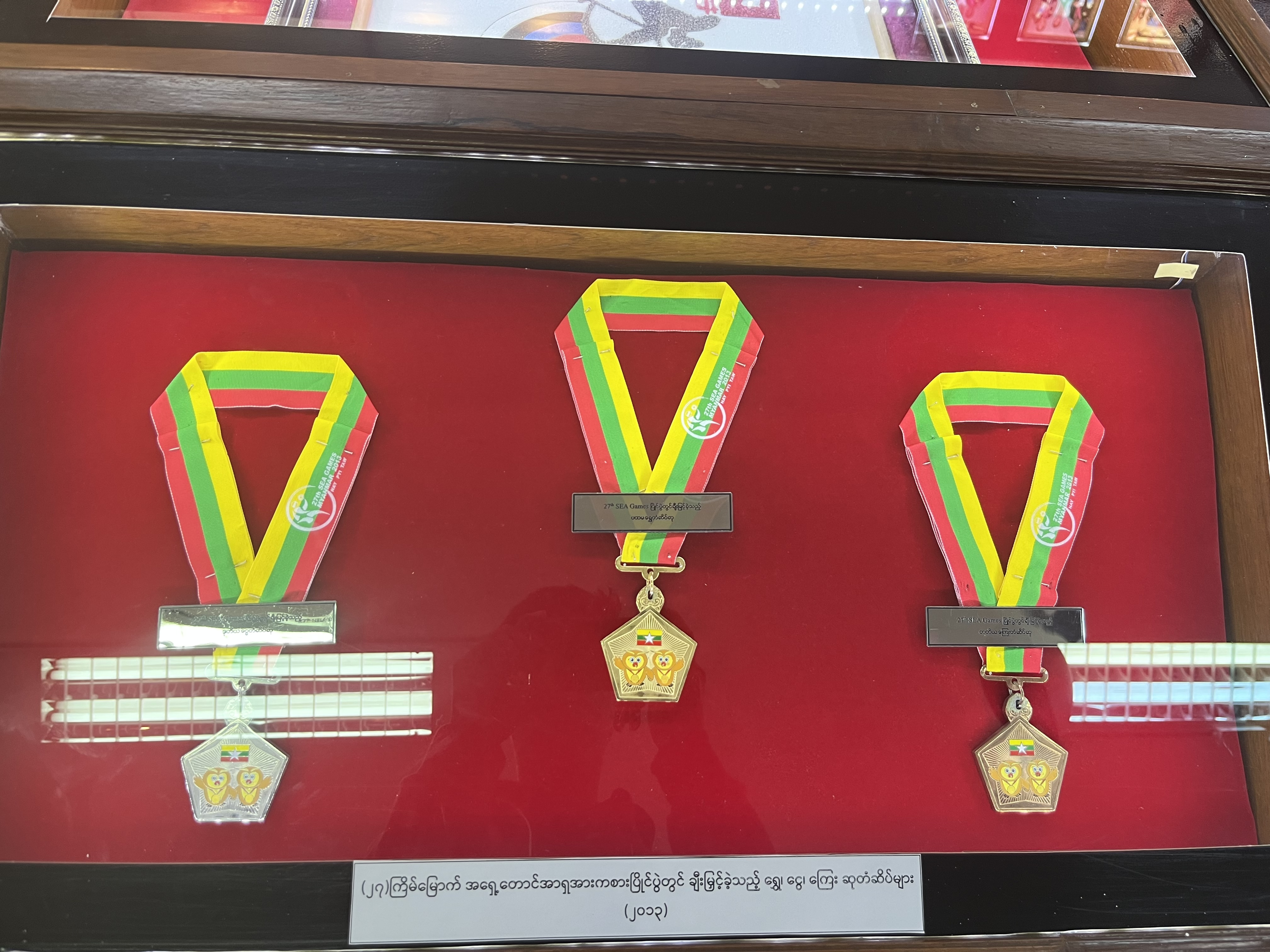
Bộ huy chương của SEA Games 27

| Hạng                | Đoàn                | Vàng | Bạc | Đồng | Tổng số |
| ------------------- | ------------------- | ---- | --- | ---- | ------- |
| 1                   | Thái Lan            | 107  | 94  | 81   | 282     |
| 2                   | Myanmar             | 86   | 62  | 85   | 233     |
| 3                   | Việt Nam            | 73   | 86  | 86   | 245     |
| 4                   | Indonesia           | 65   | 84  | 111  | 260     |
| 5                   | Malaysia            | 43   | 38  | 77   | 158     |
| 6                   | Singapore           | 34   | 29  | 45   | 108     |
| 7                   | Philippines         | 29   | 34  | 38   | 101     |
| 8                   | Lào                 | 13   | 17  | 49   | 79      |
| 9                   | Campuchia           | 8    | 11  | 28   | 47      |
| 10                  | Đông Timor          | 2    | 3   | 5    | 10      |
| 11                  | Brunei              | 1    | 1   | 6    | 8       |
| Tổng số (11 đơn vị) | Tổng số (11 đơn vị) | 461  | 459 | 611  | 1531    |

## Tiếp thị

### Biểu trưng
Logo của Đại hội thể thao Đông Nam Á 2013 là hình ảnh bản đồ của Myanmar. Logo Liên đoàn Đại hội Thể thao Đông Nam Á ở đầu logo, có 11 vòng giống với 11 quốc gia Đông Nam Á và Liên đoàn Đại hội Thể thao Đông Nam Á. Màu vàng, xanh lá cây và đỏ, các màu quốc gia trên Quốc kỳ Myanmar, đại diện cho Myanmar với tư cách là nước chủ nhà của trò chơi. Vòng tròn màu vàng thể hiện sự bình đẳng và tình bằng hữu, màu xanh lá cây tượng trưng cho tình yêu thiên nhiên và nền kinh tế xanh, trong khi màu đỏ tượng trưng cho lòng dũng cảm và bản chất làm việc chăm chỉ của người Myanmar. Hình tròn tượng trưng cho sự hoàn thiện trọn vẹn và sự thịnh vượng bất tận của các nước Đông Nam Á.

### Linh vật

Shwe Yoe và Ma Moe - linh vật chính thức

Các linh vật chính thức của Đại hội Thể thao Đông Nam Á 2013 là một cặp cú, được coi là bùa may mắn trong truyền thống Myanmar. Cú nam được gọi là Shwe Yoe, cú nữ được gọi là Ma Moe.

## Truyền thông
Nước chủ nhà
| Quyền truyền thông SEA GAMES tại Đông Nam Á | Quyền truyền thông SEA GAMES tại Đông Nam Á | Quyền truyền thông SEA GAMES tại Đông Nam Á | Quyền truyền thông SEA GAMES tại Đông Nam Á | Quyền truyền thông SEA GAMES tại Đông Nam Á |
| IOC Code                                    | Quốc gia                                    | Mạng truyền thông | Truyền hình | Truyền thanh |
| ------------------------------------------- | ------------------------------------------- | --- | --- | --- |
| BRU                                         | Brunei                                      | Đài phát thanh Televisyen Brunei | Saluran 1 Radio Televisyen Brunei Kristal-Astro | Rangkaian Nasional Radio Televisyen Brunei Astro SuperSport |
| CAM                                         | Campuchia                                   | Truyền hình quốc gia Campuchia | Truyền hình Campuchia | Đài phát thanh của Campuchia |
| INA                                         | Indonesia                                   | Surya Citra Media (một phần củaElang Mahkota Teknologi) Indika Group Radio Televisi Republik Indonesia (một phần của Pemerintah Republik Indonesia) | SCTV Indosiar NET TV Televisi Republik Indonesia Nexmedia | Radio Elshinta News & Talk Radio Republik Indonesia |
| LAO                                         | Lào                                         | Truyền hình Quốc gia Lào | Truyền hình Quốc gia Lào | Đài phát thanh Quốc gia Lào |
| MAS                                         | Malaysia                                    | Sistem Televisyen Malaysia Berhad (một phần của Media Prima Berhad) Astro                                                                           | TV3 Kuala Lumpur TV9 Kuala Lumpur Astro SuperSport | 97.6 Radio Hot FM Kuala Lumpur 97.6 Radio Fly FM Kuala Lumpur |
| MYA                                         | Myanmar                                     | Myanmar Radio & Television Programme 4 | Myanmar Radio & Television Programme 4 For Sports Sky Net | Myanmar Radio National Service |
| PHI                                         | Philippines                                 | ABS-CBN Corporation ABC Development Corporation Solar Entertainment Corporation                                                                     | DWWX-TV VHF Channel 2 Studio 23 (DWAC-TV UHF Channel 23) Balls DZMM TeleRadyo TV5 (DWET-TV VHF Channel 5) AksyonTV (DWNB-TV UHF Channel 41) Solar News Channel (DZKB-TV VHF Channel 9) Solar Sports | ABS-CBN DZMM 630 Police Radio AM NBC DWFM 92.3 News Radio FM |
| SIN                                         | Singapore                                   | MediaCorp | MediaCorp TV Channel 5 (Standard Definition) MediaCorp TV HD5 (High Definition) MediaCorp News Channel NewsAsia International StarHub TV Mio TV | Đài phát thanh MediaCorp 938LIVE |
| THA                                         | Thái Lan                                    | Truyền hình Thái Lan | Channel 3 Channel 5 Channel 7 Modernine TV National Broadcasting Services of Thailand Television Thai Public Broadcasting Service | Modern Radio National Broadcasting Services of Thailand Radio |
| TML                                         | Đông Timor                                  | Truyền hình Đài phát thanh Đông Timor | Truyền hình Đông Timor | Đài phát thanh Đông Timor |
| VIE                                         | Việt Nam                                    | Đài Truyền hình Việt Nam | VTV2 VTV3 VTV6 | Đài Tiếng nói Việt Nam |
| Quyền truyền thông SEA GAMES tại Châu Á     |                                             | | | |
| IOC Code                                    | Quốc gia                                    | Mạng truyền thông | Truyền hình | Truyền thanh |
| PRC                                         | Trung Quốc                                  | Truyền hình Trung ương Trung Quốc/中國中央電視台 | CCTV-1 (General Channel)/中國中央電視台第1節目綜合頻道 CCTV-2 (Finance Channel)/中國中央電視台第2節目財經頻道 CCTV-5 (Channel)/中國中央電視台第5節目體育頻道 CCTV-7 (Military & Agriculture Channel)/中國中央電視台第7節目軍事·農業頻道 CCTV-5+ (Sport Plus Channel)/中國中央電視台第5加節目體育賽事頻道 | Đài phát thanh quốc gia Trung Quốc (Đài Tiếng nói Trung Quốc)/中央人民廣播電台中國之聲 Đài phát thanh quốc tế Trung Quốc (News Radio)/中國國際廣播電台環球資訊廣播 |
| HKG MAC                                     | Hồng Kông · Ma Cao                          | Hồng Kông & Ma Cao Phoenix Satellite Television (香港及澳門鳳凰衞星電視)                                                                            | Hồng Kông & Ma Cao Phoenix Chinese Satellite Television (香港及澳門鳳凰衞星電視中文台) Hồng Kông & Ma Cao Phoenix Chinese Satellite News Television (香港及澳門鳳凰衞星電視新聞台) | N/A |